# Хамадани, Хоссейн
Хоссейн Хамадани (перс. حسین همدانی‎; 15 декабря 1955, Хамадан, Иран — 7 октября 2015, Алеппо, Сирия) — иранский военный деятель, бригадный генерал Корпуса стражей Исламской революции.

## Биография

### Молодые годы
Родился в Хамадане в семье сотрудника нефтяной компании, работавшего техником на нефтеперерабатывающем заводе в Абадане. У Хоссейна было две старших сестры и младший брат. Его отец Али скончался, оставив семью без кормильца, когда Хоссейну было всего три года. Будучи старшим сыном, Хамадани был вынужден проработать всё детство в продуктовом магазине, делая по ночам школьную домашнюю работу. Находясь под влиянием идей, давших начало исламской революции 1979 года, Хоссейн был студентом аятоллы Мадани, представителя аятоллы Хомейни в остане Хамадан, впоследствии убитого «народными моджахедами», и вместе с друзьями участвовал в антишахских протестах.

### Военная служба
В 1979 году, в остане Хамадан, начал военную карьеру, вступив в Революционную гвардию. Он сыграл важную роль в основании Корпуса стражей Исламской революции, впервые проявив себя во время курдского восстания 1979 года и ирано-иракской войны 1980-88 годов, в рамках которых принял участие в командовании различными операциями, имевшими целью подавление сепаратистских выступлений в Иранском Курдистане. В тот период командовал корпусом «Ансаралхсин» 32-й армии и корпусом «Пророк Мухаммед» 27 армии, а также был заместителем командующего корпусом «Иерусалим» 16-й армии, участвовавшего в операциях «Кербела-4» и «Кербела-5». После нападения Израиля на Ливан в 1982 году, Хамадани, будучи одним из руководящих лиц корпуса «Расулуллах», был послан в Сирию, а затем в Ливан. После окончания ирано-иракской войны он был назначен командующим корпуса «Ансар аль-Хусейн» в остане Хамадан. Впоследствии Хамадани выпустил две официальных биографии «Лунный свет Кхайена» (перс. مهتاب خين‎) и «Это обязанность, брат» (перс. تکلیف است برادر‎), в которых рассказал о годах службы на западном фронте войны с Ираком.
В 1990-е годы был начальником штаба сухопутных войск и старшим советником КСИР. Во время президентства Мохаммада Хатами, Хамадани был одним из его жёстких критиков. В 1999 году после подавления студенческих волнений в общежитиях Тегеранского университета, он был одним из 24 офицеров КСИР, написавших письмо Хатами, в котором было выражено недовольство происходящими беспорядками и тем, что к разгону выступлений была привлечена армия.
В 2005 году командующий Корпусом стражей Исламской революции Мохаммад-Али Джаафари назначил Хамадани своим заместителем и вице-президентом только что созданного Центра стратегических исследований КСИР, после чего вместе они разработали учение по борьбе с любыми попытками осуществления «бархатных революций» в Иране.
В 2009 году Хамадани был назначен помощником командующего милицией «Басидж» Хоссейна Таеба, после чего принял участие в подавлении её силами миллионных протестов после выборов 2009 года, ознаменовавшихся победой президента Махмуда Ахмадинежада. Позднее он отмечал, что «в крамольных событиях 2009 года, когда враг использовал все средства против нас, наши силы Басидж поставили людей на правильный путь», и несмотря на то, что «из 45 тысяч басиджей ни одного не сразила пуля», Хамадани говорил, что для организаторов протестов Мир-Хосейна Мусави и Мехди Карруби «самое малое наказание — это смертная казнь». В то же время, в одной из речей Хамадани обмолвился, что «вооруженные силы являются орудием освобождения в регионе Исламской республики», не упомянув, однако, кому Иран поставляет оружие, после чего эти слова разошлись по СМИ до такой степени, что он был вынужден отрицать свои же заявления.
С 2009 по 2014 год Хамадани был командующим корпуса «Расулуллах» на территории Большого Тегерана. В 2011 году на него были наложены санкции, включающие арест финансовых активов и запрет на въезд на территорию Великобритании,Канады, Европейского союза, за нарушения прав человека, совершённые во время подавления протестов в Тегеране. Впоследствии Хамадани критиковал президента Хасана Рухани за переговоры с Западом, пригрозив всем ответственным за них «судом» и назвав Америку «врагом» Ирана.

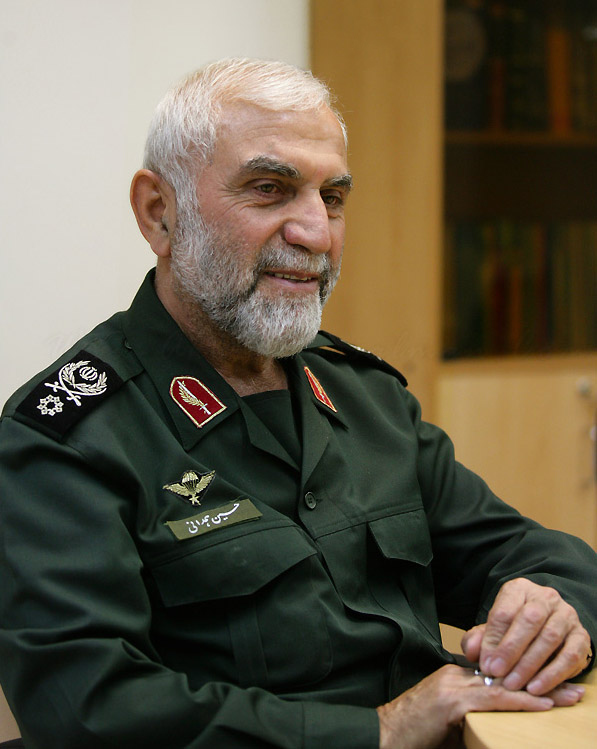
Хоссейн Хамадани.

После начала гражданской войны в Сирии, в 2012 году Хамадани в составе 50-тысячного контингента шиитских добровольцев под названием «Джиш Шааби», подконтрольного КСИР, был отправлен на территорию Сирии по официальному запросу правительства этой страны. Несмотря на то, что Хамадани располагал только средним образованием и скромным происхождением, он был признанным авторитетом и стратегом в борьбе с сепаратистскими движениями и партизанской войне в городских условиях, сыграв главную роль в формировании отрядов милиции «Шабиха», подконтрольной президенту Сирии Башару Асаду и обученной сопротивлению вооружённой оппозиции по иранской методике борьбы с курдскими и азербайджанскими восстаниями. В ходе борьбы против ИГ, Хамадани отвечал за координацию между сирийскими вооружёнными силами и добровольческими отрядами, в число которых вошли ливанская «Хезболла», иракские «Асаиб Ахль аль-Хакк» и «Катаиб Хезболла», афганская «Фатимиюн», параллельно осуществляя контроль за проведением операций корпуса «Кодс» на территории Сирии, в связи с чем стал ближайшим помощником командира данного подразделения Касема Сулеймани. Проведя около 80 операций и сыграв важную роль в предотвращении падения Дамаска, Хамадани вернулся в Иран и через несколько дней, за полгода до смерти, снова отправился в Сирию из-за востребованности его знаний в военной сфере. Там он был известен под псевдонимом «Абу Вахаб», который взял по имени старшего сына.

### Смерть, реакция, похороны
В ночь с 7 на 8 октября 2015 года, Хамадани погиб в результате опрокидывания его автомобиля на дороге в Ханасир, во время проведения консультативной миссии с силами милиции, которая была атакована членами ИГ после захвата ими нескольких деревень на северной окраине Алеппо, несмотря на российские авиаудары, нанесение которых началось 30 сентября.
Как отметил бывший сотрудник ЦРУ Руэл Герехт, Хамадани «курировал [иранские] операции внутри Сирии. Он был вовлечен в них от А до Z, так что в краткосрочной перспективе, вероятно, это довольно значительная потеря» и «нет сомнений, что это психологический удар для провластных сил в Сирии». Он стал самым старшим иранским офицером, умершим за рубежом за 36 лет с момента исламской революции 1979 года, а также вторым командующим КСИР, погибшим в этом году в Сирии, после бригадного генерала Мохаммада Али Аллахдади, убитого 18 января в результате израильского авиаудара. В то же время, в Иране число похорон военных, уехавших в Сирию, стало увеличиваться, а общее количество жертв четырёхлетней гражданской войны составило более 300 тысяч человек. Спустя несколько дней, 12 октября в Сирии были убиты двое офицеров КСИР — генерал-майор Фаршад Хасунизаде и бригадный генерал Хамид Мохтарбанд.
Министр информации Сирии Омран аль-Зуби выразил соболезнования семье Хамадани, народу и правительству Ирана, поздравив всех с его «великим мученичеством», а посол Сирии в Иране Аднан Махмуд отметил, что мученичество Хамадани лишь укрепит фронт сопротивления терроризму.
Высший руководитель Ирана Али Хаменеи удостоил Хамадани звания «сардар», отметив, что «этот бывалый, искренний воин, полный устремлений, провел свою чистую и набожную молодость на фронтах чести и славы, защищая исламскую Родину и исламский республиканский строй» и «на этом поле боя полном славы и доблести осуществилась его мечта — отдать жизнь во имя Аллаха в ходе джихада на пути к Аллаху», а президент Ирана Хасан Рухани выразил свои соболезнования всем иранцам в связи с смертью Хамадани, уход которого стал «большой потерей и вызвал глубокую скорбь». Председатель Исламского консультативного совета Али Лариджани заметил, что «генерал Хамадани выполнил свою миссию в Революционной гвардии путём трудных и сложных шагов в защиту исламской религии, ценностей и целей исламской революции», министр иностранных дел Ирана Мохаммад Джавад Зариф подчеркнул, что «мученик Хамадани сыграл важную роль в своей консультативной миссии по борьбе с терроризмом и экстремизмом» и его гибель является «большой потерей», а министр внутренних дел Абдолреза Рахмани Фазли сказал, что «Хамадани ещё раз показал всему миру стойкое и отважное сопротивление Исламской революции терроризму и экстремизму», заверив, что «при помощи Аллаха в ближайшее время оставшиеся террористы будут уничтожены». Министр обороны Ирана Хоссейн Дехган отметил, что «товарищи и соратники генерала Хамадани будут продолжать его путь и полностью уничтожат уголовно-такфиристскую террористическую группировку ИГ, они будут мстить ИГ за всех мучеников фронта сопротивления, а также женщин, детей и мужчин, которые были убиты наемниками высокомерных держав», а командующий сухопутными войсками армии Ирана Ахмад-Реза Пурдастан заявил, что «мученичество бригадного генерала Хамадани даст толчок нашей решимости продолжать свой путь и жестко и сильно отомстить террористам и их сторонникам». Председатель Совета целесообразности Али Акбар Хашеми Рафсанджани заявил, что смерть Хамадани нанесла «ужасное поражение силам сопротивления, иранской революционной гвардии, людям, товарищам и друзьям этого выдающегося мученика», а секретарь Совета Мохсен Резайи отметил, что Хамадани «был хорошим командиром, храбрым, терпеливым, преданным и искренним», который «после почти 40-летней борьбы, жертвенности и самоотверженности в деле Господнем ушёл к Аллаху». В то же время, глава комитета по переименованиям улиц городского совета Тегерана Моджтада Шакери объявил о том, что именем Хамадани будет названа одна из улиц в Тегеране.

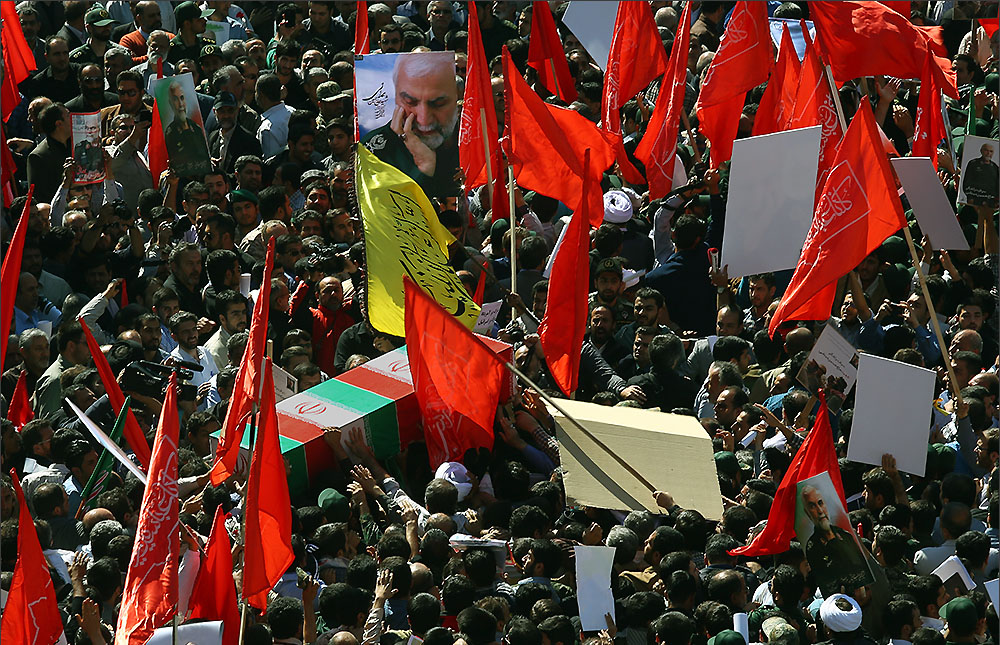
Гроб с телом Хамадани плывет на руках толпы по площади Тегерана, 11 октября 2015 года.
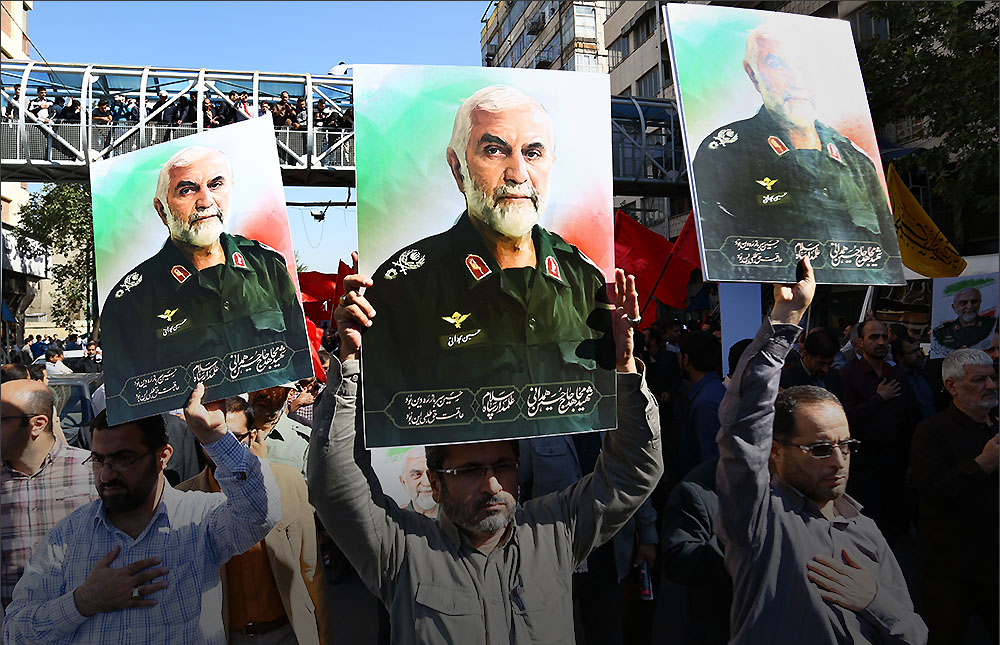
Иранцы с портретами Хамадани на улице Тегерана, 11 октября 2015 года.

Вечером 9 октября гроб с телом Хамадани был репатриирован в Иран и привезён в аэропорт «Мехрабад» в Тегеране. Утром 11 октября в столице прошла торжественная процессия с участием высших должностных лиц, военачальников и представителей всех слоёв общества, во время которой тысячи гвардейцев на руках пронесли через толпу задрапированный флагом Ирана гроб Хамадани, после чего была проведена символическая церемония похорон, транслировавшаяся по государственному телевидению, на которой с речью выступил Мохсен Резайи. 12 октября, после прощания на главной площади родного Хамадана, тело Хамадани было предано земле на местном кладбище в западной части города.

## Личная жизнь
Хамадани был женат на женщине, с которой вместе рос в детстве. У них было четверо детей. Старший сын был назван в честь Абдуллаха ибн Умейра Абу Вахаба аль Кальби — христианина, принявшего ислам и убитого вместе с имамом Хусейном во время битвы при Кербеле в VII веке.
Хамадани делил свою жизнь на две части, ограждая семью от военных дел, будучи в домашней обстановке добрым и сострадательным человеком. Он исповедовал ислам и верил в идеалы исламской революции 1979 года.

## Награды
- Медаль Победы (дважды) от Высшего руководителя «за успешное командование в священной войне»[1][60][61].